# 26e cérémonie des Independent Spirit Awards
La 26e cérémonie des Film Independent's Spirit Awards, organisée par Film Independent, a eu lieu le 26 février 2011 et a récompensé les meilleurs films indépendants sortis l'année précédente.

## Palmarès

### Meilleur film
- Black Swan
  - 127 heures (127 Hours)
  - Greenberg
  - Tout va bien ! The Kids Are All Right (The Kids Are All Right)
  - Winter's Bone

### Meilleur réalisateur
- Darren Aronofsky pour Black Swan
  - Danny Boyle pour 127 heures (127 Hours)
  - Lisa Cholodenko pour Tout va bien ! The Kids Are All Right (The Kids Are All Right)
  - Debra Granik pour Winter's Bone
  - John Cameron Mitchell pour Rabbit Hole

### Meilleur acteur
- James Franco pour le rôle d'Aron Ralston dans 127 heures (127 Hours)
  - Ronald Bronstein pour le rôle de Lenny dans Lenny and the Kids (Go Get Some Rosemary)
  - Aaron Eckhart pour le rôle de Howie Corbett dans Rabbit Hole
  - John C. Reilly pour le rôle de John dans Cyrus
  - Ben Stiller pour le rôle de Roger Greenberg dans Greenberg

### Meilleure actrice
- Natalie Portman pour le rôle de Nina Sayers dans Black Swan
  - Annette Bening pour le rôle de Nic dans Tout va bien ! The Kids Are All Right (The Kids Are All Right)
  - Greta Gerwig pour le rôle de Florence dans Greenberg
  - Nicole Kidman pour le rôle de Becca Corbett dans Rabbit Hole
  - Jennifer Lawrence pour le rôle de Ree Dolly dans Winter's Bone
  - Michelle Williams pour le rôle de dans Blue Valentine

### Meilleur acteur dans un second rôle
- John Hawkes pour le rôle de Teardrop dans Winter's Bone
  - Samuel L. Jackson pour le rôle de Paul dans Mother and Child
  - Bill Murray pour le rôle de Frank Quinn dans Get Low
  - John Ortiz pour le rôle de Clyde dans Rendez-vous l'été prochain (Jack Goes Boating)
  - Mark Ruffalo pour le rôle de Paul dans Tout va bien ! The Kids Are All Right (The Kids Are All Right)

### Meilleure actrice dans un second rôle
- Dale Dickey pour le rôle de Merab dans Winter's Bone
  - Ashley Bell pour le rôle de Nell Sweetzer dans Le Dernier Exorcisme (The Last Exorcism)
  - Allison Janney pour le rôle de Trish dans Life During Wartime
  - Daphne Rubin-Vega pour le rôle de Lucy dans Rendez-vous l'été prochain (Jack Goes Boating)
  - Naomi Watts pour le rôle d'Elizabeth dans Mother and Child

### Meilleur premier film
- Get Low d'Aaron Schneider
  - Everything Strange and New de Frazer Bradshaw
  - Le Dernier Exorcisme de Daniel Stamm
  - Night Catches Us de Tanya Hamilton
  - Tiny Furniture de Lena Dunham

### Meilleur scénario
- Tout va bien ! The Kids Are All Right (The Kids Are All Right) – Stuart Blumberg et Lisa Cholodenko
  - Life During Wartime – Todd Solondz
  - La Beauté du geste – Nicole Holofcener
  - Rabbit Hole – David Lindsay-Abaire
  - Winter's Bone – Debra Granik et Anne Rosellini

### Meilleur premier scénario
- Tiny Furniture – Lena Dunham
  - Rendez-vous l'été prochain (Jack Goes Boating) – Robert Glaudini
  - Lovely, Still – Nicholas Fackler
  - Monogamy – Dana Adam Shapiro et Evan M. Wiener
  - Obselidia – Diane Bell

### Meilleure photographie
- Black Swan – Matthew Libatique
  - Never Let Me Go – Adam Kimmel
  - Tiny Furnitures – Jody Lee Lipes
  - Winter's Bone – Michael McDonough
  - Greenberg – Harris Savides

### Meilleur film étranger
- Le Discours d'un roi (The King's Speech) •  Royaume-Uni /  Australie /  États-Unis
  - Kisses •  Irlande
  - Chambon •  France
  - Des hommes et des dieux •  France
  - Oncle Boonmee, celui qui se souvient de ses vies antérieures (ลุงบุญมีระลึกชาติ) •  Thaïlande

### Meilleur documentaire
- Faites le mur ! (Exit Through the Gift Shop)
  - Marwencol
  - Restrepo
  - Sweetgrass
  - Thunder Soul

### Prix Robert-Altman
- La Beauté du geste